# Thyreus hirtus
Thyreus hirtus là một loài Hymenoptera trong họ Apidae. Loài này được de Beaumont mô tả khoa học năm 1940.